# 실험소설
실험소설(實驗小說)은 자연주의의 원조인 졸라가 클로드 베르나르의 《실험의학 연구 서설》의 방법을 소설에도 응용해야 한다고 주장한 《실험소설론》에 의거한 소설이다. 따라서 자연 과학적 방법으로 제 조건이 관찰, 분석되어, 그러한 여러 분자의 개편에 의해서 새로운 인격을 형성하려는 것으로서, 자연주의적 방법의 기초이다. 그러나 현재는 모험적 의도로 씌어진, 특히 수법상의 실험성이 강한 소설을 지칭하는 경우가 많다.